# Rapides-des-Joachims
Rapides-des-Joachims, även kallad Swisha, är en kommun i provinsen Québec i Kanada. Den ligger i regionen Outaouais, i den sydöstra delen av landet, 180 km nordväst om huvudstaden Ottawa.
Kommunen är officiellt tvåspråkig (franska och engelska), med 61 % engelsktalande och 39 % fransktalande (modersmålstalare) vid folkräkningen 2021.